# Oração eucarística

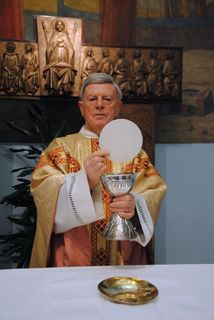
A oração eucarística no momento da consagração.

A Oração Eucarística, também chamada de anáfora, cânon ou regra da oração, é o momento central da celebração eucarística católica, já que se trata da preparação para o Sacrifício Eucarístico. No Missal Romano há várias fórmulas de orações eucarísticas, todas constituídas por elementos caraterísticos. Depois de convidar o povo a elevar os corações a Deus e dar-Lhe graças, o sacerdote proclama a oração, em nome de todos os presentes, dirigindo-se ao Pai por meio de Jesus Cristo no Espírito Santo. As orações eucarísticas constam no Missal Romano, promulgado pelo Papa Paulo VI em 1969.
| “ | O significado desta Oração é que toda a assembleia dos fiéis se una com Cristo para magnificar as grandes obras de Deus e para oferecer do sacrifício. | ” |
|   | — Ordenamento Geral do Missal Romano, 78. |   |

## História

### Primeiros séculos

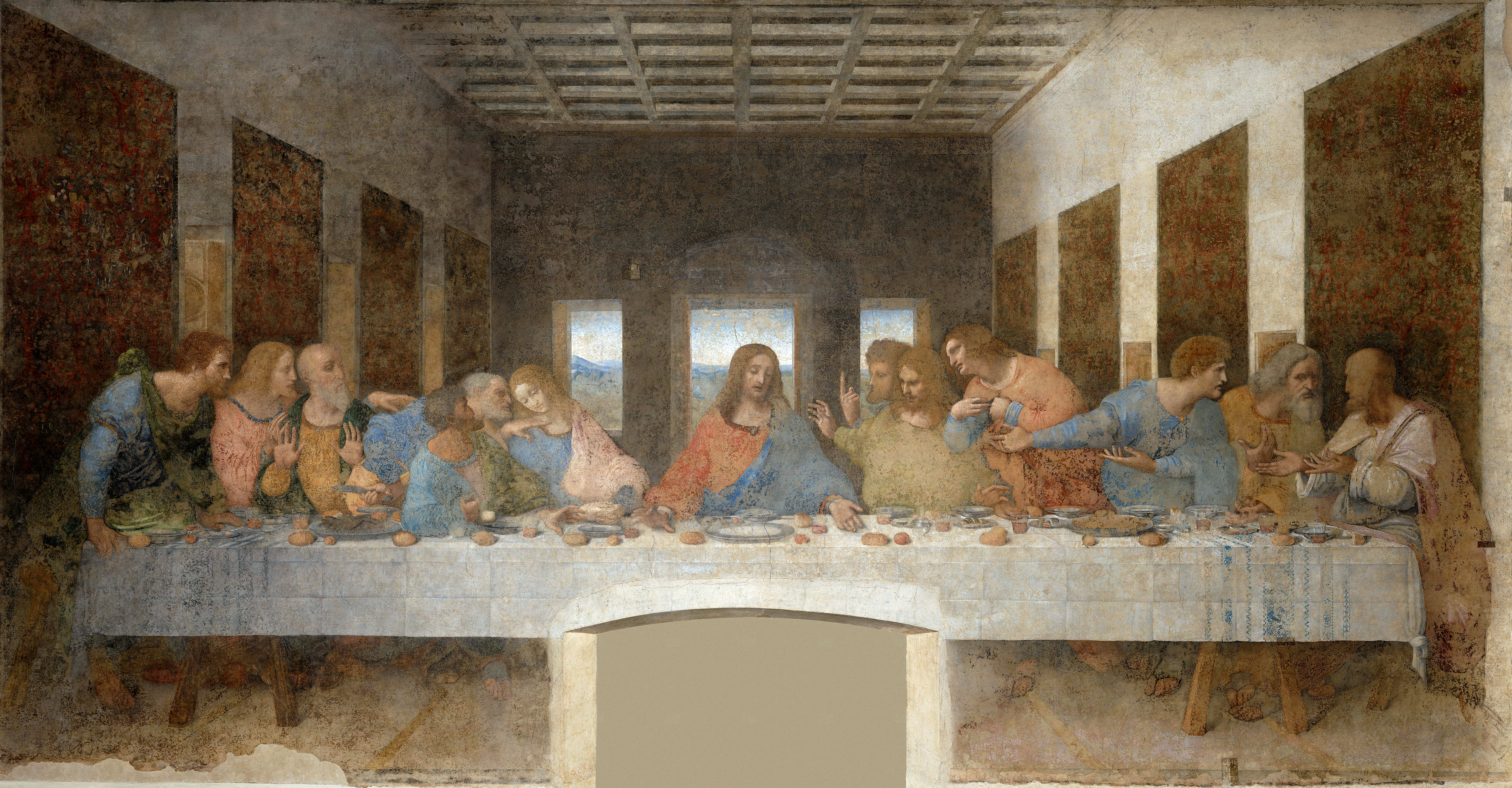
A Última Ceia. Leonardo da Vinci, século XV

Na história da liturgia é possível notar ao longo dos séculos que os cristão criaram uma forma especifica de Oração Eucarística para celebrar o memorial, morte e ressurreição de Cristo. Os textos utilizados para a redação da oração foram materiais judaicos existentes, e os transformaram segundo o estilo literário da época helenística. Os escritos eram extremamente cristológicos, pois descreviam a obra da salvação realizada por Cristo, sem referência ao Antigo Testamento, privado do sanctus, numa linguagem muito precisa.
O texto latino mais conhecido é o de Santo Hipólito, que se tornou conhecido devido ao fato de o Missal Romano de 1968 tê-lo utilizado como Oração Eucarística II:
Nós te damos graças, ó Deus, por teu Filho querido, Jesus Cristo, que nos enviaste nos últimos tempos, salvador e Redentor, porta-voz da tua vontade, teu Verbo inseparável, por meio de quem fizeste todas as coisas e, por ser do teu agrado, enviaste do céu ao seio de uma Virgem; aí presente, cresceu e revelou-se teu Filho, nascido do Espírito Santo e da Virgem.
Cumprindo a tua vontade, obtendo para ti um povo santo, ergueu as mãos enquanto sofria para salvar do sofrimento todos aqueles que em ti confiaram. Se entregou voluntariamente à Paixão para destruir a morte, quebrar as cadeias do demônio, esmagar o poder do mal, iluminar os justos, estabelecer a Lei e trazer à luz a ressurreição.  Tomou o pão e deu graças a ti, dizendo: ‘Tomai e comei: isto é o meu Corpo que será destruído por vossa causa’.
Tomou igualmente o cálice e disse: ‘isto é o meu sangue, que será derramado por vossa causa. Quando fizerdes isto, fá-lo-eis em minha memória’. Por isso, lembramos de sua morte e ressurreição e oferecemos-te o pão e o cálice, dando-te graças por nos considerardes dignos de estarmos na tua presença e de te servir.
E pedimos: envie o teu Espírito Santo ao sacrifício da Santa Igreja, reunindo todos os fiéis que receberem a eucaristia num só rebanho, na plenitude do Espírito Santo, para fortalecer nossa fé na verdade. Concede que te louvemos e glorifiquemos, por teu Filho, Jesus Cristo, pelo qual te damos glória, poder e honra, ao Pai, ao Filho e com o Espírito Santo na tua Santa Igreja, agora e pelos séculos dos séculos. Amém”.

### Pós-Concílio Vaticano II
As orações eucarísticas constam no Missal Romano, promulgado pelo Papa Paulo VI em 1969. Nos países lusófonos, foram utilizadas traduções provisórias, até o lançamento da versão portuguesa do Missal em 1970. Esta foi a primeira modificação do Missal do Papa Pio V, que esteve na Igreja Católica desde 1570. Em 1991, foi feita uma revisão, com pequenas modificações e o acréscimo das novas Orações Eucarísticas, pois até então só havia quatro, chegando atualmente ao número de 14.  Em 2000 pequenos acréscimos foram feitos, e que ainda não foram traduzidos para o português.

## Estrutura
Ao início, segue-se o Prefácio, que, segundo o Missal, é uma ação de graças pelos dons de Deus, em particular pelo envio do seu Filho como Salvador. O Prefácio conclui-se com a aclamação do Santo, normalmente (e preferencialmente) cantada. Em seguida, é feita a invocação do Espírito Santo, que é aquele que consagra o pão e o vinho, ou seja, aquele que a Igreja afirma que os transforma verdadeiramente em Corpo e Sangue de Cristo. A oração eucarística pede a Deus que receba a todos os seus filhos, junto do Papa e do bispo responsável pela diocese em que a Missa é celebrada; sendo assim, na celebração a comunidade está totalmente ligada à Igreja universal e à Igreja particular. A Igreja Católica afirma que as súplicas são apresentadas a Deus por todos os seus membros, tanto os vivos quanto os já falecidos na esperança de "partilhar a herança eterna do céu, com a Virgem Maria" (cf. CIC, 1369-1371). Intenções particulares também podem ser colocadas na oração através do pedido pessoal ou de leitura em voz alta.

### Segundo o Catecismo da Igreja Católica
No Catecismo da Igreja Católica é feita uma explicação momento a momento da Oração Eucarística:
§1352. A anáfora: Com a oração eucarística, oração de ação de graças e de consagração, chegamos ao coração e cume da celebração:
no prefácio, a Igreja dá graças ao Pai, por Cristo, no Espírito Santo, por todas as suas obras: pela criação, redenção e santificação. Toda a comunidade une, então, as suas vozes àquele louvor incessante que a Igreja celeste – os anjos e todos os santos – cantam ao Deus três vezes Santo:
§1353. Na epiclese, pede ao Pai que envie o seu Espírito Santo (ou o poder da sua bênção)(185)sobre o pão e o vinho, para que se tornem, pelo seu poder, o corpo e o sangue de Jesus Cristo, e para que os que participam na Eucaristia sejam um só corpo e um só espírito. (Algumas tradições litúrgicas colocam a epiclese depois da anamnese);
na narração da instituição, a força das palavras e da ação de Cristo e o poder do Espírito Santo tomam sacramentalmente presentes, sob as espécies do pão e do vinho, o corpo e o sangue do mesmo Cristo, o seu sacrifício oferecido na cruz de uma vez por todas;
§1354. Na anamnese que se segue, a Igreja faz memória da paixão, ressurreição e regresso glorioso de Cristo Jesus: e apresenta ao Pai a oferenda do seu Filho, que nos reconcilia com Ele:
nas intercessões, a Igreja manifesta que a Eucaristia é celebrada em comunhão com toda a Igreja do céu e da terra, dos vivos e dos defuntos, e na comunhão com os pastores da Igreja: o Papa, o bispo da diocese, o seu presbitério e os seus diáconos, e todos os bispos do mundo inteiro com as suas Igrejas.
§1355. Na comunhão, precedida da Oração do Senhor e da fracção do pão, os fiéis recebem «o pão do céu» e «o cálice da salvação», o corpo e o sangue de Cristo, que Se entregou «para a vida do mundo» (Jo 6, 51):
Porque este pão e este vinho foram, segundo a expressão antiga, «eucaristizados» (186), «chamamos a este alimento Eucaristia; e ninguém pode tomar parte nela se não acreditar na verdade do que entre nós se ensina, se não recebeu o banho para a remissão dos pecados e o novo nascimento e se não viver segundo os preceitos de Cristo» (187).

## Orações eucarísticas
No total, o Rito Latino possui 14 orações eucarísticas, sendo que algumas são mais longas e outras mais breves; umas só podem utilizar-se em determinados dias ou circunstâncias, enquanto que outras podem ser utilizadas sempre. Os sacerdotes (bispos e presbíteros podem escolher aquela que lhes pareça mais indicada para determinada Missa, porém sabendo que há algumas normas a se considerar, todas contidas na Instrução Geral do Missal Romano, mas, regra geral, pode-se escolher uma Oração Eucarística (OE) entre várias possíveis. A liturgia não indica determinada Oração eucarística para uma Missa, mas sim faz sugestões, embora fundamentadas liturgicamente, mas não de normas absolutas. As regras litúrgicas dizem é que determinada Oração eucarística pode ser usada de tal forma: sempre (OE I); mais indicada para os dias feriais e circunstâncias peculiares (OE II); de preferência nos domingos e festas (OE III); quando a Missa não tem Prefácio próprio e nos domingos do Tempo Comum (OE IV).

### Oração Eucarística I
Também chamada de cânone romano, essa foi, desde o século IV, e durante muitos séculos, a única Oração Eucarística da liturgia da Igreja Latina. A autorização para a elaboração de novas orações eucarísticas foi dada pelo Papa Paulo VI autorizou a preparação de novas orações eucarísticas. Àquela época, o então Pontífice estabeleceu que o cânone romano permanecesse inalterado e que se prepararia duas ou três novas orações eucarísticas  para serem usadas em momentos específicas. O texto não contém uma ação de graças, e, por isso o prefácio é variável e se apresenta como uma grande intercessão, baseando-se na oferta e sacrifício. No que se refere à sua composição literal e estilística, toda a Igreja representa ao Pai o sacrifício de Cristo num clima de exultação e alegria comum.

### Oração Eucarística II
É a mais curta dentre as orações, e traz de volta uma das mais antigas orações eucarísticas que chegou até nós: aquela contida na Tradição Apostólica, atribuída a Santo Hipólito]. Sua principal característica é a conotação cristológica: a celebração eucarística é um memorial da Páscoa, repassa a história da salvação, e uma síntese de toda a vida de Cristo.

### Oração Eucarística III
Tem características da Oração Eucarística II, porém o texto é mais amplo e elaborado. Juntamente à Oração Eucarística IV, é uma verdadeira nova composição do Rito Latino, pela essência do Concílio Vaticano II. Elaborada pelo monge beneditino Cipriano Vagaggini, possui grande cultura bíblica e patrística.

### Oração Eucarística IV
Esta oração foi composta no modelo das antigas orações eucarísticas da tradição litúrgica oriental, sobretudo a Oração de São Basílio, e é a primeira a ter seu próprio prefácio fixo. Sua escolha pode ser feita no tempo per annum (domingos e dias da semana), nas memórias dos santos sem um prefácio próprio, nas missas rituais, nas missas para várias necessidades e missas votivas. É a oração com a linguagem mais bíblica das orações de rito romano.

### Oração Eucarística V
Esta foi uma oração escrita no Congresso Eucarístico de Manaus em 1975.

### Oração Eucarística VI
Esta também chamada de "Oração Eucarística Suíça", por ter sido preparada pelo Sínodo Suíço, foi concebida em quatro exemplares, com variações no prefácio e nas intercessões de acordo com o tema:
- VI-A) A Igreja a caminho da unidade
- VI-B) Deus conduz sua Igreja pelo caminho da salvação
- VI-C) Jesus, caminho para o Pai
- VI-D) Jesus que passa fazendo o bem

### Orações Eucarísticas de Reconciliação I e II
Compostas a pedido do Papa Paulo VI pelo Ano Santo da Reconciliação (1975), elas preveem um critério de seleção mais refinado, uma vez que o prefácio próprio forma um todo, não separável do restante da oração e só pode ser substituído por prefácios que "se refiram aos temas da penitência e da renovação da vida". Essas orações frisam o poder salvífico da Eucaristia e devem ser pronunciadas acentuando-se a "reconciliação".

### Orações Eucarísticas para Crianças I, II e III
Estas orações, foram formuladas em 1973, a pedido de Paulo VI, inicialmente em francês e alemão, depois sendo traduzida para o inglês, o espanhol e italiano.e posteriormente para outros idiomas.